# نفق سنخي
النفق السنخي أو المسيل السنخي أو المسال النخروبي (بالإنجليزية: Alveolar duct)‏ هي عبارة عن أنفاق صغيرة في نهاية شبكة المسالك الهوائية المتفرعة في الرئتين.
تحتوي كل رئة على 1.5 -2 مليون تقريباً من الأنفاق السنخية، حيثُ تنقسم الأنفاق السنخية إلى كيسين سنخيين أو ثلاثة أكياس سنخية، وفي نهاية الأنفاق السنخية يوجد أذين يتصل بالأكياس السنخية. القناة السنخية مغطاة بظهارة مكعبية الخلايا البسيطة وغير المهدبة وتحتوي على عضلات لا إرادية التي تضيق في حالة تَعْصيب لاودِّي وترتخي في حالة تَعْصيب ودِّي.